# 萨托克
萨托克，是匈牙利诺格拉德州所辖的一个村。总面积8.95平方公里，总人口604，人口密度67.5人/平方公里（2011年1月1日）。